# Paul Van Himst
Paul Van Himst (født 2. oktober 1943 i Sint-Pieters-Leeuw, Belgien) er en tidligere belgisk fodboldspiller (angriber) og -træner. Han beskrives hyppigt som den bedste belgiske fodboldspiller nogensinde, og er også officielt blevet kåret til dette af det belgiske fodboldforbund.
Van Himst spillede hele sin aktive karriere, fra 1959 til 1977 i hjemlandet, heraf 16 sæsoner hos storklubben Anderlecht. Her var han med til at vinde hele otte belgiske mesterskaber. I 1967 blev han topscorer i Mesterholdenes Europa Cup, og hele fire gange (1960, 1961, 1965 og 1974) blev han kåret til Årets spiller i Belgien.
Van Himst spillede desuden 81 kampe og scorede 30 mål for det belgiske landshold. Hans debutkamp for holdet var en VM-kvalifikationskamp på udebane mod Sverige 19. oktober 1960, mens hans sidste landskamp var en EM-kvalifikationskamp 7. december 1974. på udebane mod Østtyskland. Han scorede en gang hattrick for Belgien, i en VM-kvalifikationskamp mod Israel 10. november 1965 i Ramat Gan.
Van Himst var anfører for Belgien ved både VM i 1970 i Mexico og EM i 1972 på hjemmebane. Han spillede fuld tid i begge turneringerne, hvoraf den sidstnævnte endte med belgiske bronzemedaljer.
Efter at være stoppet som spiller gjorde Van Himst karriere som træner. Han stod blandt andet i spidsen for sin gamle klub Anderlecht, samt for Belgiens landsholdet. Han førte sit land til VM i 1994 i USA, hvor holdet gik videre fra den indledende gruppe, men blev slået ud i 1/8-finalen efter nederlag til Tyskland. I sin tid som Anderlecht-træner førte han blandt andet holdet til sejr i UEFA Cuppen i 1983.
Van Himst blev i 2004 af det belgiske fodboldforbund kåret til Belgiens bedste fodboldspiller nogensinde, en kåring der fandt sted i anledning af UEFAs 50 års jubilæum.